# Rio das Antas (kommun)
Rio das Antas är en kommun i Brasilien.   Den ligger i delstaten Santa Catarina, i den södra delen av landet, 1 300 km söder om huvudstaden Brasília. Antalet invånare är 6 147.
I omgivningarna runt Rio das Antas växer i huvudsak städsegrön lövskog. Runt Rio das Antas är det ganska tätbefolkat, med 54 invånare per kvadratkilometer.